# Феромагнетики

Схематичне зображення паралельної орієнтації магнітних моментів атомів в основному стані феромагнетика

Феромагне́тики  — це речовини, елементарні структурні складові яких (атоми, іони ядра або колективізовані електрони) мають власні магнітні моменти, спонтанно орієнтовані паралельно один до одного або складнішим чином, внаслідок чого утворюються макрообласті (домени) з відмінним від нуля сумарним магнітним моментом. Такі властивості мають деякі метали (залізо, нікель, кобальт, гадоліній, манган, хром та їхні сплави) з великою магнітною проникністю, що проявляють явище гістерезису; розрізняють м'які феромагнетики з малою коерцитивною силою та тверді феромагнетики з великою коерцитивною силою. Феромагнетики використовуються для виробництва постійних магнітів, осердь електромагнітів та трансформаторів.

## Властивості феромагнетизму
Найтиповішою властивістю є нелінійний характер процесу намагнічування
- Феромагнетики сильно втягуються в область сильнішого магнітного поля.[джерело?]
- Магнітна сприйнятливість феромагнетиків позитивна і значно більше одиниці.[джерело?]
- При не дуже високих температурах феромагнетики характеризуються спонтанною намагніченістю, яка сильно змінюється під впливом зовнішніх дій. [2]

Властивості феромагнетиків пов'язані з наявністю у їхній структурі груп атомів, які називаються доменами, котрі вже мають узгоджену орієнтацію елементарних магнітних полів. Орієнтація полів самих доменів, яка відбувається при намагнічуванні, створює власне поле речовини значно сильніше, ніж у інших магнетиків, у яких відбувається лише часткова орієнтація елементарних полів атомів речовини. Орієнтація полів доменів значною мірою зберігається і після припинення дії зовнішнього поля. Така суть залишкового намагнічування. Проте інтенсивний тепловий рух може зруйнувати цю орієнтацію, тому за високої температури феромагнітні речовини втрачають свої магнітні властивості.
Також ферромагнетикам притаманний Ефект Барнета - намагнічування під час обертання навіть у відсутності зовнішнього магнітного поля.

## Фізична природа феромагнетизму
Феромагнетизм виникає в речовинах, у яких як наслідок обмінної взаємодії, спінам електронів вигідно орієнтуватися паралельно. В результаті такої узгодженої орієнтації спінів виникає макроскопічний магнітний момент, який може існувати навіть без зовнішнього магнітного поля. При температурі, яка перевищує певну критичну (температура Кюрі), зумовлене тепловим рухом хаотичне розупорядкування бере гору над обмінною взаємодією й феромагнетик переходить в парамагнітний стан.

## Напрямок намагніченості
Завдяки спін-орбітальній взаємодії орієнтація спінів у неізотропних середовищах не є довільною. Кристали феромагнітних речовин характеризуються так званими осями легкого намагнічення - кристалографічними напрямками, в яких орієнтується магнітний момент феромагнетика при відсутності зовнішнього магнітного поля. У слабкому магнітному полі, якщо його напрямок не збігається з віссю легкого намагнічування, індукований магнітний момент може не збігатися з напрямком магнітного поля. В сильних магнітних полях вплив осі легкого намагнічування повністю придушується.

## Доменна структура
При температурі, нижчій за температуру Кюрі, магнітні моменти електронів сусідніх атомів у феромагнетику орієнтовані паралельно, проте зазвичай ця орієнтація не поширюється на все тіло. Слабка магнітна взаємодія між окремими сумарними моментами значних областей стає на заваді їхньому зростанню. Тому феромагнетик розбивається на окремі області повної намагніченості, так звані магнітні домени. Магнітні домени можуть орієнтуватися довільним чином, тому для феромагнетика існує розмагнічений стан. У цьому стані, незважаючи на локальне намагнічення, тіло з феромагнітної речовини не є магнітом. Окрім розмагніченого стану, феромагнітне тіло може перебувати в намагніченому стані, коли переважна кількість доменів має однакову орієнтацію магнітних моментів. Намагнічений стан може зберігатися, коли зовнішнє магнітне поле відсутнє.

## Представники феромагнетиків
Серед хімічних елементів феромагнетні властивості мають перехідні елементи (див. Таблиця 1). Для 3d-металів і Ґадолінію характерна колінеарна феромагнетна атомна структура, для решти рідкісноземельних феромагнетиків — неколінеарна (спіральна й інші; див. Магнетна структура).
| Метали | Tc†   | Js0‡    |
| ------ | ----- | ------- |
| Fe     | 1 043 | 1 735,2 |
| Co     | 1 403 | 1 445   |
| Ni     | 631   | 508,8   |
| Gd     | 289   | 1 980   |

| Метали | Tc   | Js0     |
| ------ | ---- | ------- |
| Tb     | 223  | 2 713   |
| Dy     | 87   | 1 991,8 |
| Ho     | 20   | 3 054,6 |
| Er     | 19,6 | 1 872,6 |

Феромагнетні також численні металеві бінарні та складніші (багатокомпонентні) стопи та сполуки згаданих металів між собою та з іншими неферомагнетними елементами:
- стопи та сполуки Хрому та Манґану з неферомагнетними елементами (так звані Гейслерові сплави[3]);
- сполуки ZrZn2 і ZrxM1-xZn2 (де М — це Ti, Y, Nb або Hf);
- Au4V, Sc3In тощо (див. Таблиця 2);
- також деякі сполуки металів групи актиноїдів (наприклад, UH3).

| Сполуки | Tc† |
| ------- | --- |
| Fe3Al   | 743 |
| Ni3Mn   | 773 |
| FePd3   | 705 |
| MnPt3   | 350 |
| CrPt3   | 580 |
| ZnCMn3  | 353 |

| Сполуки | Tc  |
| ------- | --- |
| TbN     | 743 |
| DyN     | 773 |
| EuO     | 705 |
| MnB     | 350 |
| ZrZn2   | 580 |
| Au4V    | 353 |

При кімнатній температурі можна зробити такі діамагнетичні матеріали як мідь та парамагнетичні матеріали, як манган феромагнетиками, при розміщені їх між тонкими шарами C60. Такий ефект залишається недовгим, лише декілька днів.